# Generalstaaten

Wappen der Generalstaaten

Als Generalstaaten (niederländisch Staten-Generaal) wird das Parlament des Königreichs der Niederlande und das des Landes Niederlande bezeichnet. Es besteht aus zwei Kammern, die beide ihren Sitz im Binnenhof in Den Haag haben.
Ursprünglich waren die Generalstaaten, die „Allgemeinen Stände“, ein Gesandtenkongress, vergleichbar mit dem Reichstag im Heiligen Römischen Reich. Nachdem die Niederlande sich im 16. Jahrhundert vom Reich der Habsburger losgelöst hatten, kam den Generalstaaten die entscheidende politische Rolle zu. Nach der Franzosenzeit (1795–1813), in der es zu verschiedenen Staatsformen kam, entstand 1814/1815 das Königreich der Niederlande. Damals griff man den älteren Begriff „Generalstaaten“ für das moderne Zweikammernparlament auf.
Die Kammer, in der Gesetzesentwürfe und -änderungen eingebracht werden, ist die Zweite Kammer; in ihr finden die großen politischen Debatten statt. Wenn eine Kammermehrheit der Regierung ihr Misstrauen ausspricht (niederländisch: motie van wantrouwen), tritt die Regierung in der Regel zurück. Dies hat sich etwa in den 1860er-Jahren herausgebildet.
Damit ein Gesetz angenommen wird, müssen beide Kammern zustimmen, also auch die Erste Kammer. Diese ist wesentlich weniger bedeutend, u. a. weil sie Gesetzesentwürfe nicht verändern kann. Sie kann nur zustimmen oder den Entwurf ablehnen; letzteres geschieht sehr selten.
Die Zweite Kammer wird direkt (mit Listen) von den niederländischen Staatsbürgern (sofern sie nicht im Land Aruba, Curaçao oder Sint Maarten ihren Hauptwohnsitz haben) gewählt, die Erste Kammer (ebenfalls nach Listen) von den Mitgliedern der Provinciale Staten, also der Provinzparlamente. Die Länder Aruba, Curaçao und Sint Maarten entsenden bijzondere gedelegeerde in die Kammern, wenn diese über Gesetze, die das Königreich betreffen, entscheiden (sofern nicht nur das Land Niederlande hiervon betroffen ist).

## Begriff und Staatsname

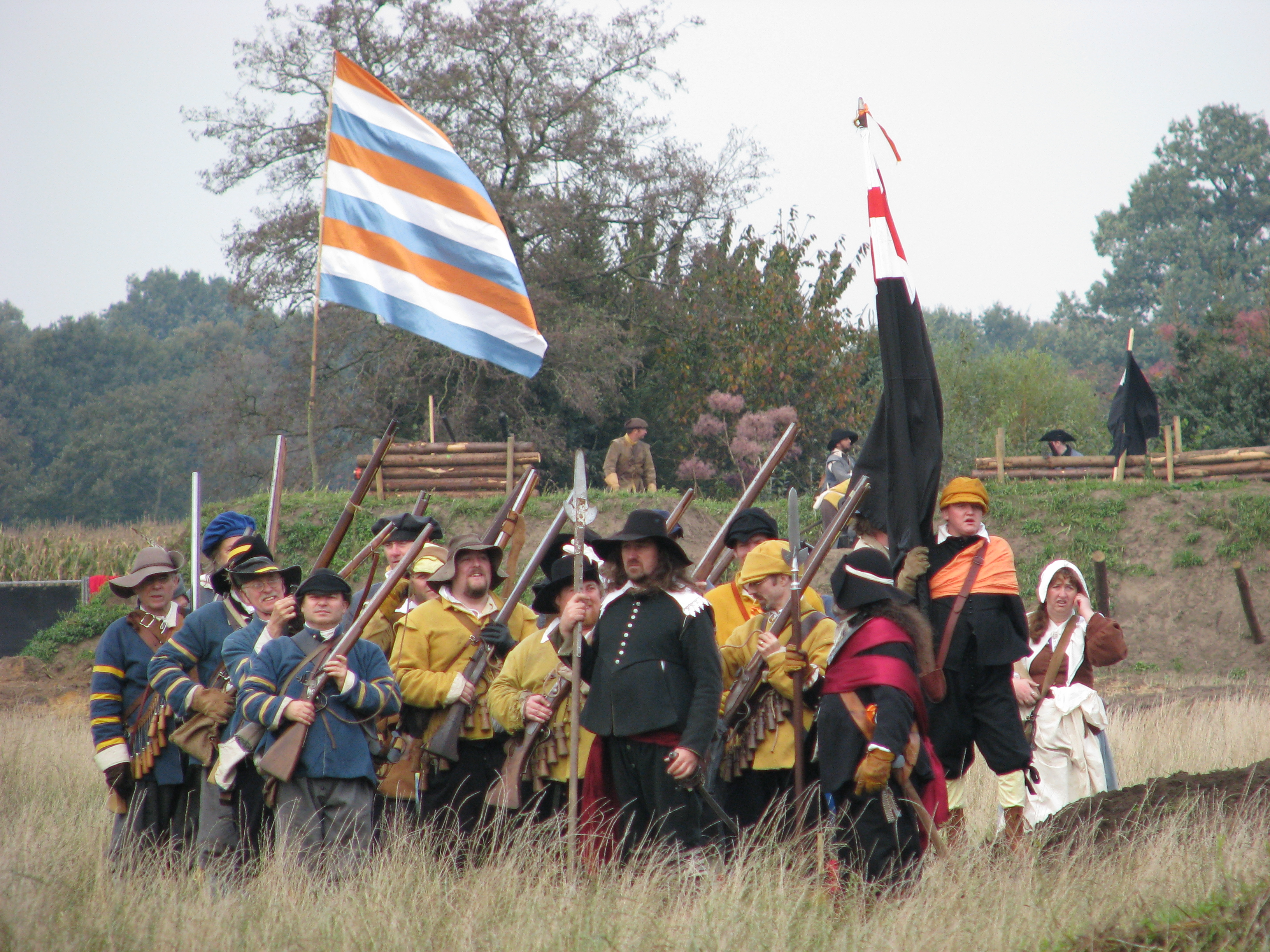
Historisches reenactment im ostniederländischen Groenlo, bei dem eine Schlacht von 1627 nachgestellt wird. Hier de Staatsen mit ihrer Fahne (siehe auch Prinsenvlag), also „die Ständischen“.

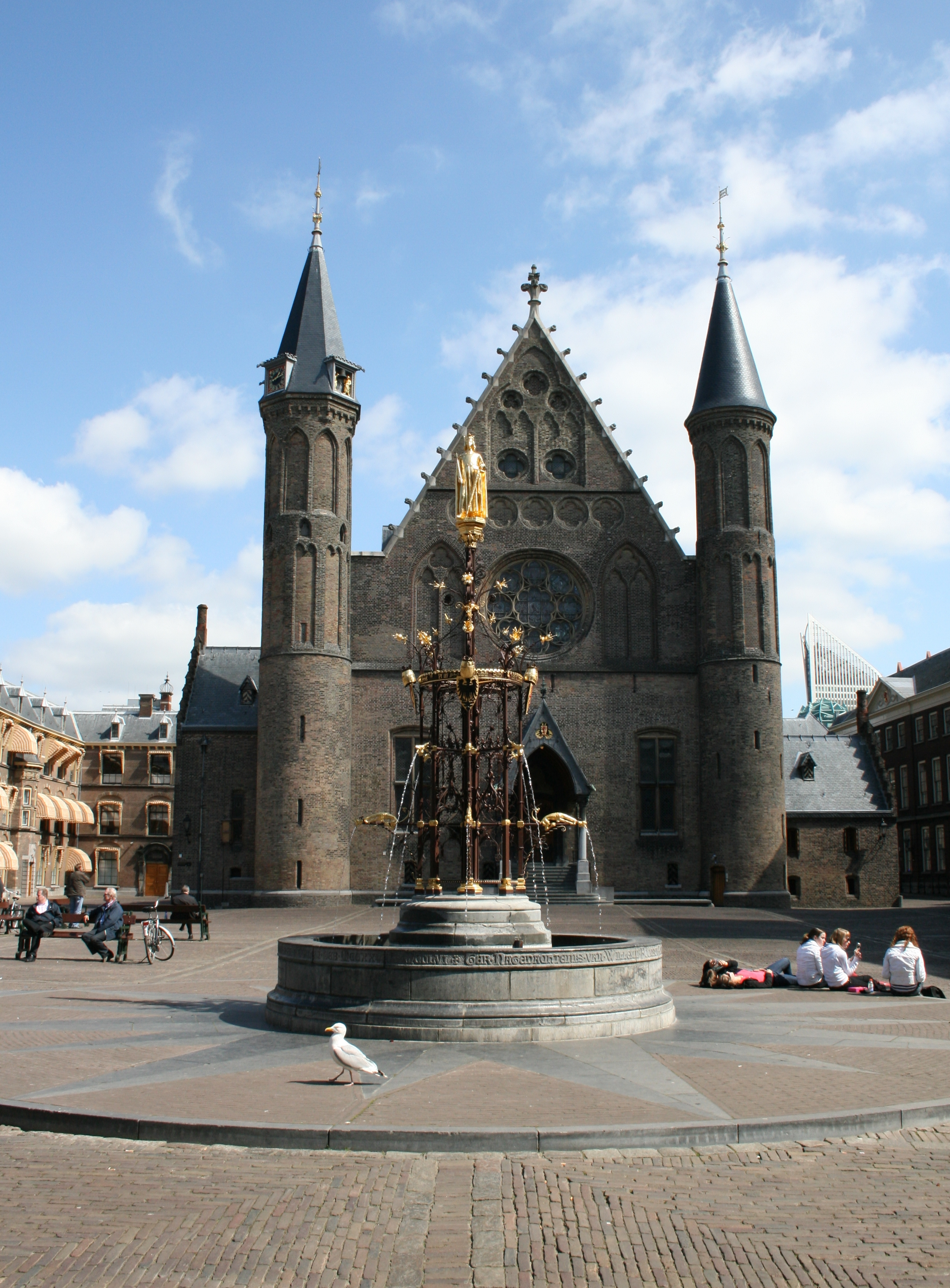
Der Binnenhof in Den Haag (2009)

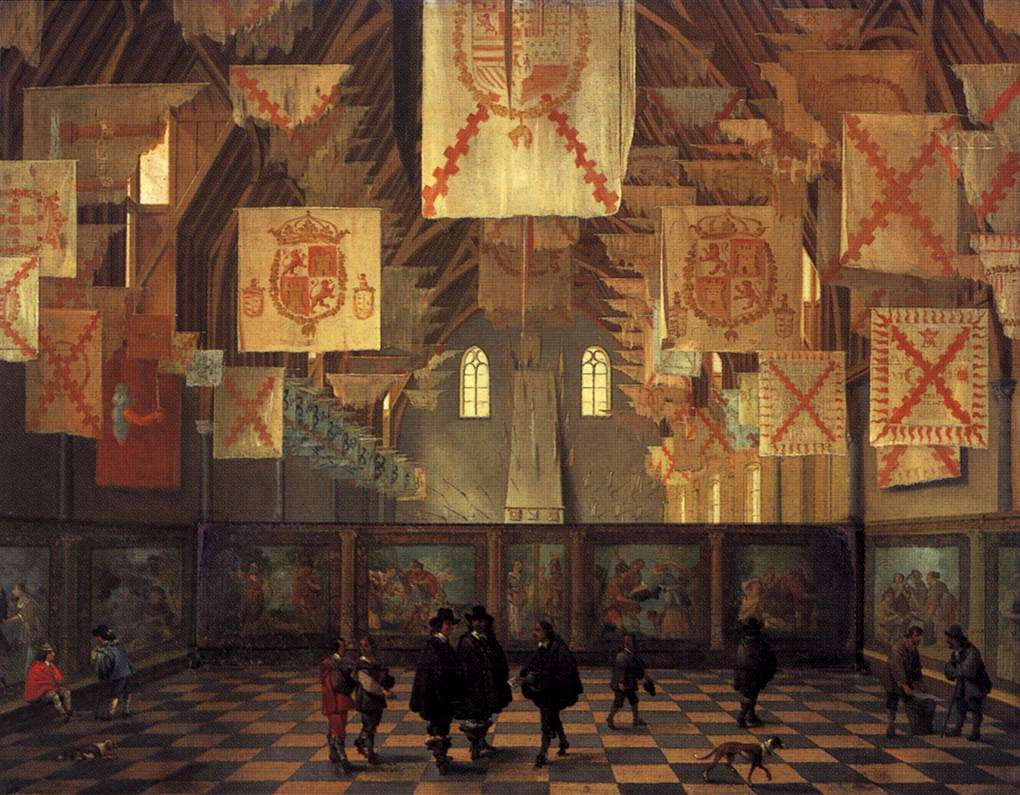
Große Halle des Binnenhofs im Haag, ca. 1651

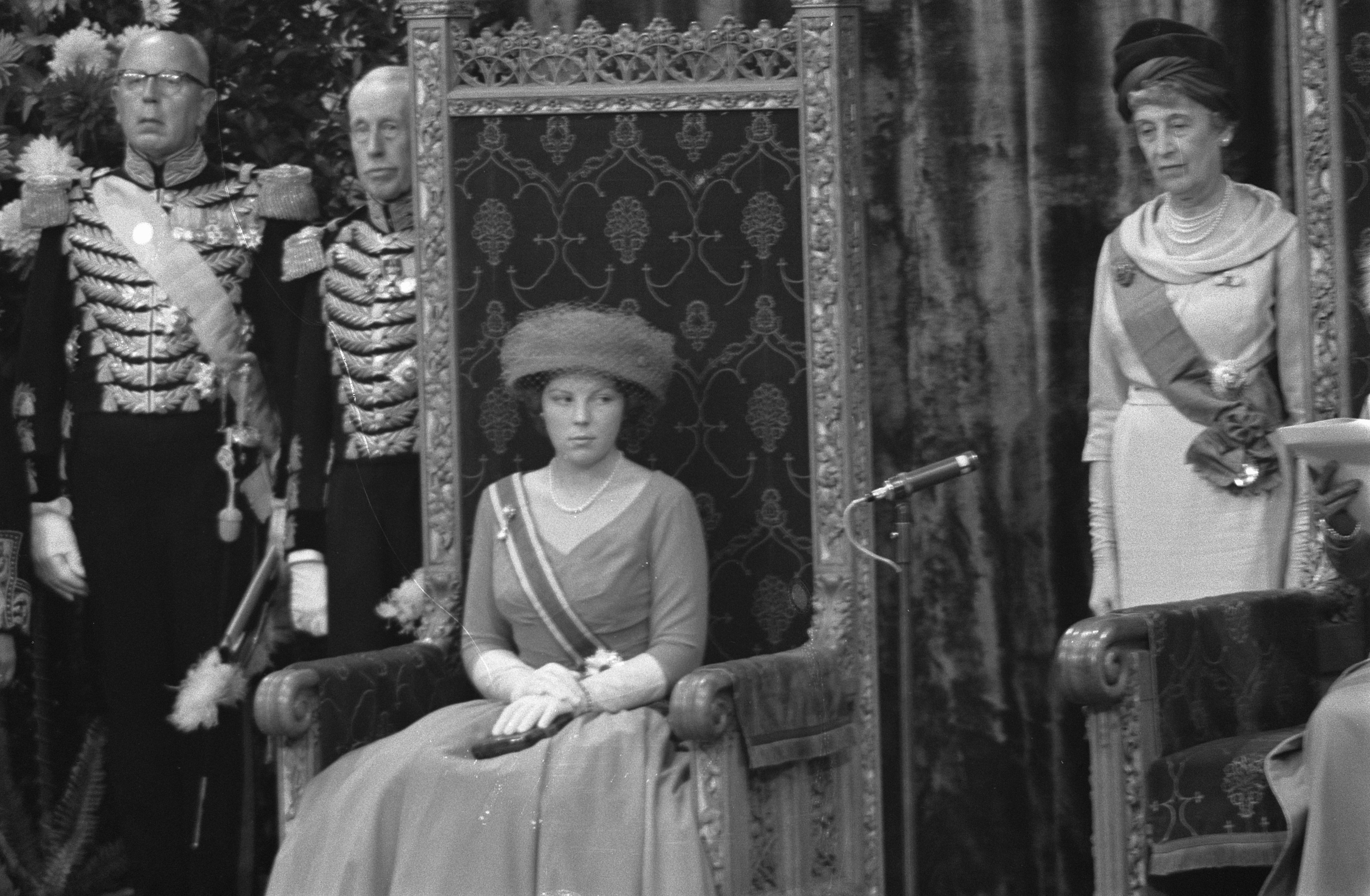
Prinzessin Beatrix 1960 bei der Thronrede (anstelle ihrer Mutter), im Ridderzaal.

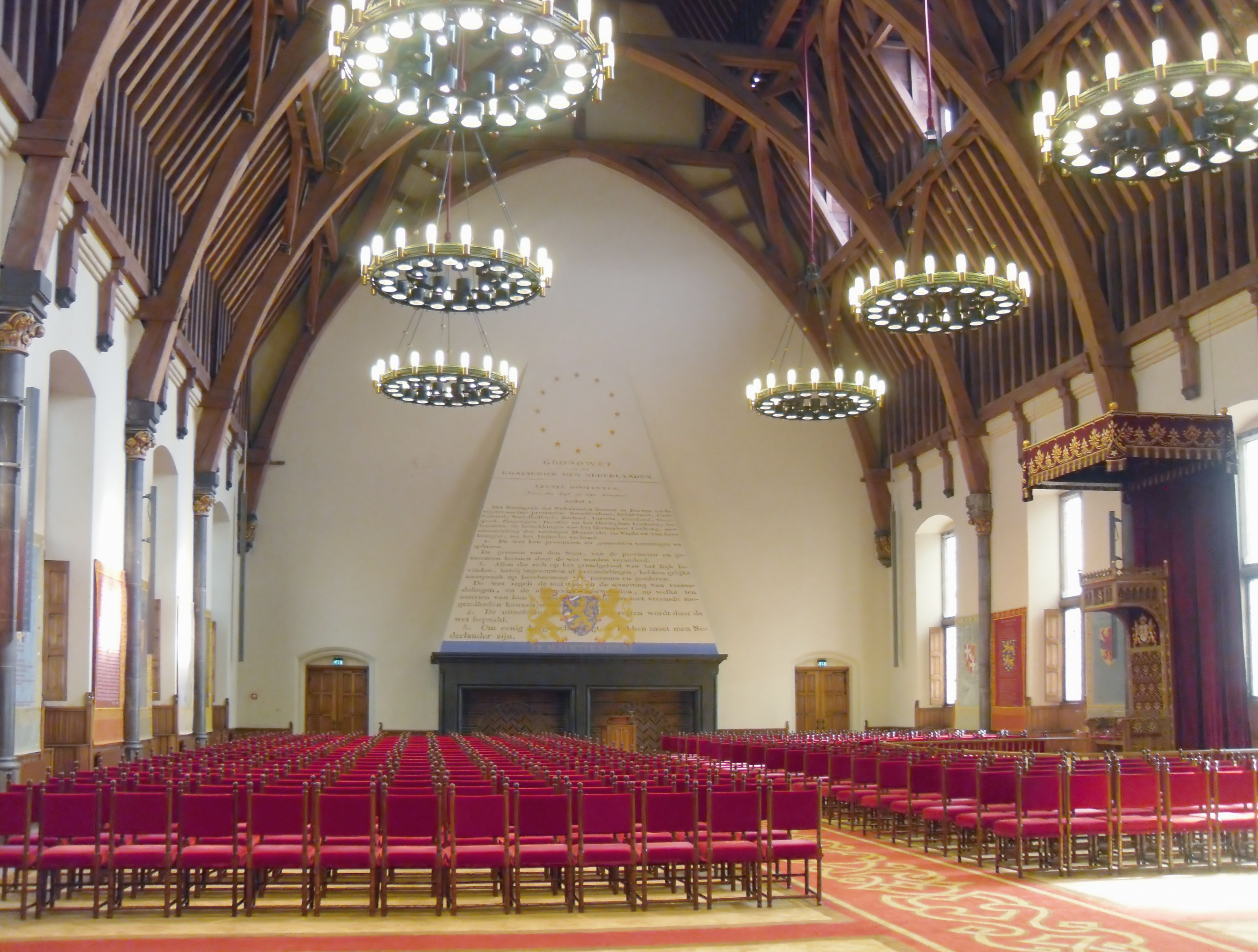
Ridderzaal. Die Bezeichnung stammt aus dem 19. Jahrhundert.

Im modernen Niederländischen wird das Wort für „Staat“, staat, mit doppeltem a geschrieben, der gewünschten Aussprache mit langem a wegen. Die Mehrzahl hingegen, staten, hat nur ein einziges a, da die offene Tonsilbe sta- bereits für die lange Aussprache sorgt. Daher heißt es Staten-Generaal.
Der Name „Generalstaaten“ wird ferner nicht nur in älteren Quellen als ein anderer Ausdruck für die Republik der Vereinigten Niederlande verwendet. Dies ist darauf zurückführen, dass die Staten-Generaal als Souverän der Republik fungierten. Die Armee der Staaten bezeichnet man im Niederländischen entsprechend als het Staatse leger.
Im politischen Sprachgebrauch der Niederlande kommt der Ausdruck „Generalstaaten“ selten vor. Die Zweite Kammer ist wesentlich bedeutender als die Erste und wird daher in den Medien oft einfach als kamer bezeichnet; die Erste Kammer heißt traditionell auch Senaat. Meint man aus bestimmten Gründen ausdrücklich beide Kammern, so kann man von beide kamers sprechen.

## Geschichte

### Niederlande bis 1795
Die Geschichte der Generalstaaten geht zurück bis ins Mittelalter. Schon im 14. Jahrhundert gab es allgemeine Versammlungen der Stände. Die Stände waren:
- die Geistlichkeit,[1] das waren die Bischöfe und Äbte der katholischen Kirche (nur vertreten, wenn Angelegenheiten zum Beispiel des kirchlichen Grundbesitzes behandelt wurden)
- der Adel[1]
- der dritte Stand:[1] die Vertreter der reichen Provinzen und finanzstarken Städte, insbesondere der flämischen Städte Gent, Brügge und Ypern

Schon am 9. Januar 1464 trat in Brügge eine gemeinschaftliche Versammlung namens Staten-Generaal aller niederländischer Regionen (gewesten) zusammen. Sie überredete, vor allem auf Bitte der Städte, Philipp den Guten, seinem Sohn Karl dem Kühnen die Würde des Statthalters zu verleihen. Später im 15. und 16. Jahrhundert war Brüssel der Sitz der Generalstaaten.
Die Generalstaaten spielten auch eine große Rolle in der Anfangsphase des Achtzigjährigen Krieges. Durch das Plakkaat van Verlatinghe erklärten sieben abtrünnige Provinzen, die sich in der Utrechter Union zusammengeschlossen hatten, 1581 ihre Sezession von der spanischen Krone. Brüssel und die südlichen Provinzen blieben unter Herrschaft des spanischen Königs. Die Generalstaaten, die fortan das oberste Beschlussorgan der Vereinigten Niederlande bildeten, übersiedelten nach Den Haag.

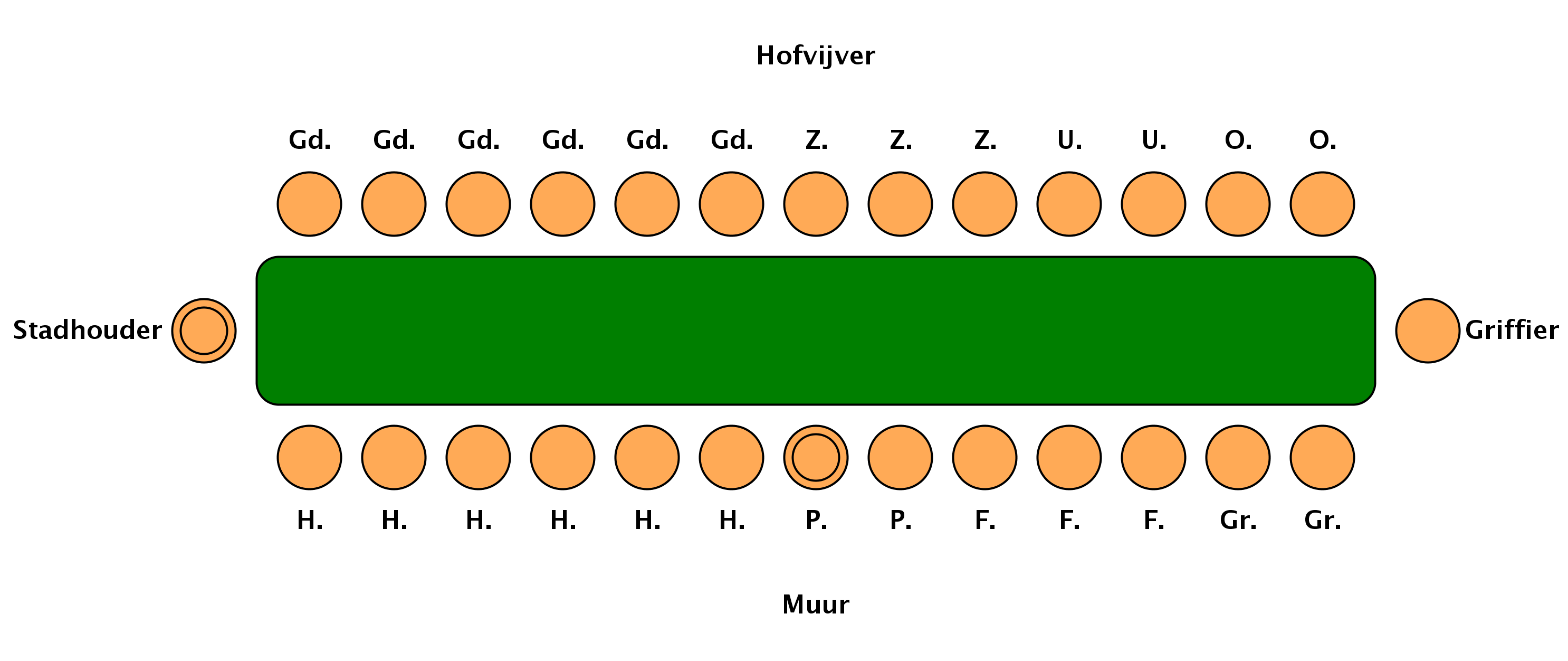
Sitzordnung der Deputierten von Geldern, Zeeland, Utrecht, Overijssel, Holland, Friesland und Groningen. P bezeichnet den Präsidenten, der unter den Provinzen wechselte.

In der Republik der Vereinigten Niederlande funktionierte die allgemeine Ständeversammlung als Staatenkammer. Jede Provinz, Holland, Zeeland, Utrecht, Overijssel, Geldern, Groningen und Friesland, verfügte über eine Stimme. Teile von Flandern, Brabant und Obergeldern wurden bis 1795 als Generalitätslande von den Generalstaaten verwaltet: Staats-Vlaanderen, Staats-Brabant und Staats-Opper-Gelre und Staats-Overmaas (zwischen Maastricht und Aachen).
Die Generalstaaten hatten Befugnisse im Bereich der Außenpolitik, des Finanzwesens (Steuererhebungen), des Münzwesens und der Kriegspolitik. Die Niederländische Ostindien-Kompanie und die Westindien-Kompagnie wurden auch von den Generalstaaten verwaltet. So sind Staten Island (früher Staaten Eylandt) in New York und die Staaten-Insel vor der Südküste von Argentinien nach den Generalstaaten benannt.
Bereits 1590 bezeichneten sich die Generalstaaten in einer Resolution als „het souvereine college van den lande“ (‚das souveräne Kollegium der Lande’) und damit als Träger der Souveränität. Dieser Auffassung stand die weitgehende Unabhängigkeit der Provinzen zur Regelung ihrer inneren Angelegenheiten und zur Ernennung ihres Statthalters gegenüber, so dass sich schließlich die Auffassung durchsetzte, dass jeweils den Provinzen die Souveränität zukomme. In diesem Sinne sprach Johan de Witt von den Provinzen als „respublicae foederatae“ (‚föderierte Republiken‘). Entsprechend sah er die Republik der Vereinigten Niederlande selbst bloß als eine Konföderation an. Unabhängig von dieser staats- und verfassungsrechtlichen Frage erwiesen sich in der Realpolitik der Republik die „Regenten“ der Provinz Holland, die unter den Provinzen eine hegemoniale Stellung einnahm, als oligarchische Führungsschicht des Staatswesens.
Als Auswirkung der Französischen Revolution kam es 1795 im Zuge des Ersten Koalitionskriegs zum Sturz des alten republikanischen und föderativen Regimes und zur Errichtung der Batavischen Republik, die sich als Tochterrepublik der Französischen Republik und damit als Einheitsstaat verstand und daher die bisher souveränen Provinzen ebenso auflöste, wie die Generalstaaten als föderatives Beschlussorgan.

### Österreichische Niederlande
In Brüssel, in den Österreichischen Niederlanden bestanden die Generalstaaten der Südlichen Staaten fort als Generalstände des Kaisers, bis sie am 11. Januar 1790 auch dem Kaiser abschworen und kurzzeitig die Republik der Vereinigten Belgischen Staaten (États-Belgiques-Unis) gründeten.

## Vereinigte Versammlung der Generalstaaten
In den heutigen Niederlanden kommt es vor, wenn auch selten, dass beide Kammern gemeinsam tagen. Dies nennt man eine Vereinigte Versammlung (niederländisch: Verenigde Vergadering). Den Vorsitz in der Vereinigten Versammlung führt der Vorsitzende der Ersten Kammer.
Regelmäßig findet eine solche Versammlung jedes Jahr am dritten Dienstag im September (Prinsjesdag) statt. Zunächst fährt der Monarch, zusammen mit seinen nächsten Verwandten, mit einer Kutsche durch Den Haag. Ziel ist der Rittersaal, das älteste Parlamentsgebäude am Haager Binnenhof. Der Monarch verliest dann die von den Ministern verfasste Thronrede. In dieser Rede werden die programmatischen Zielsetzungen der Regierung für das nächste parlamentarische Jahr (vom 1. September bis zum 30. Juni des nächsten Jahres) erörtert. Am selben Tag wird die Rijksbegroting, der Reichshaushalt, bekanntgegeben. Dieser Miljardennota ist immer die Haushaltsdebatte in der Zweiten Kammer vorangegangen.
Weitere Anlässe zum Abhalten der vereinigten Versammlung sind:
- Verabschiedung eines Gesetzes als Zustimmung zur Heirat eines Mitgliedes der Königsfamilie
- Einführung (Huldigung) eines neuen Monarchen
- Tod eines Mitgliedes des Königshauses